# أولاد معطلة التحتانية (عرب صباح زيز)
أولاد معطلة التحتانية هي إحدى مشيخات المملكة المغربية، تتبع جغرافيا لإقليم الرشيدية وإداريًا لعرب صباح زيز. يقدر عدد سكانها بـ 2788 نسمة حسب الإحصاء الرسمي للسكان والسكنى لسنة 2004.